# Коронаційне крісло

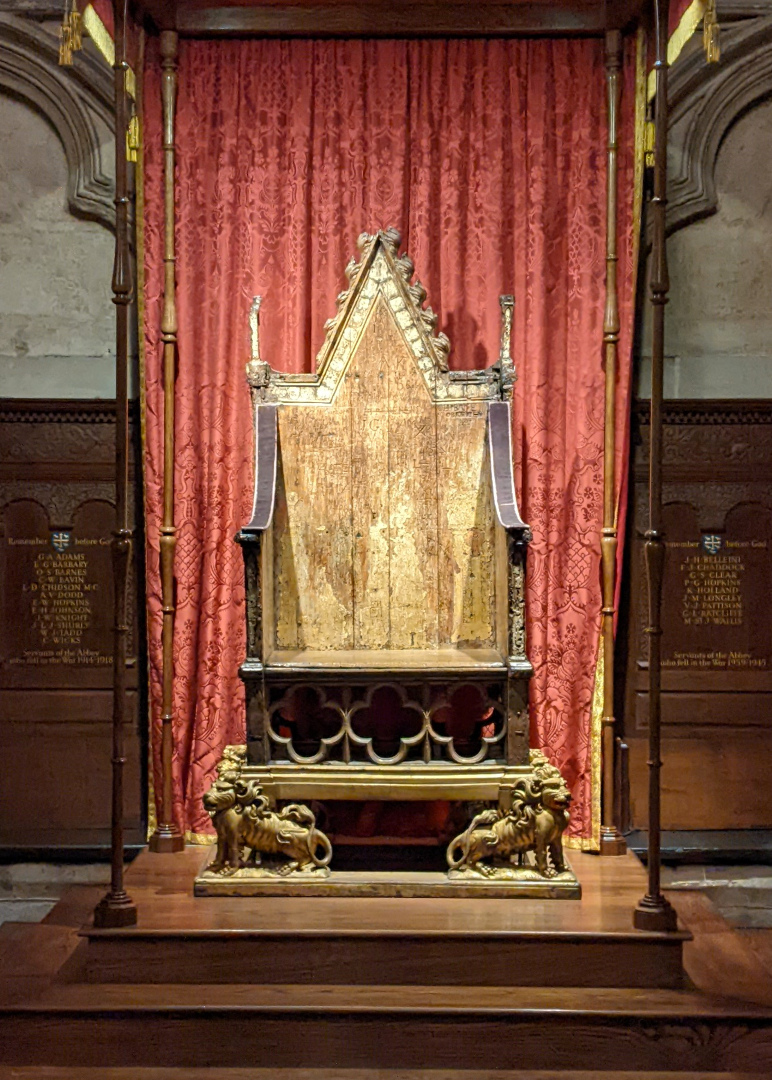
Крісло у 2022 році без каменю Скону, який повернули до Шотландії у 1996

Коронаційне крісло, історично відоме як крісло Святого Едуарда або крісло короля Едуарда, є старовинним дерев'яним кріслом  на якому сидять британські монархи, коли їх наділяють регаліями та коронують під час коронації. У 1296 році король Едуард I замовив його для зберігання коронаційного каменю Шотландії — відомого як Камінь долі — який був захоплений у шотландців, які зберігали його в абатстві Скоун. Крісло названо на честь Едуарда Сповідника і раніше зберігалося у його усипальниці у Вестмінстерському абатстві.

## Історія

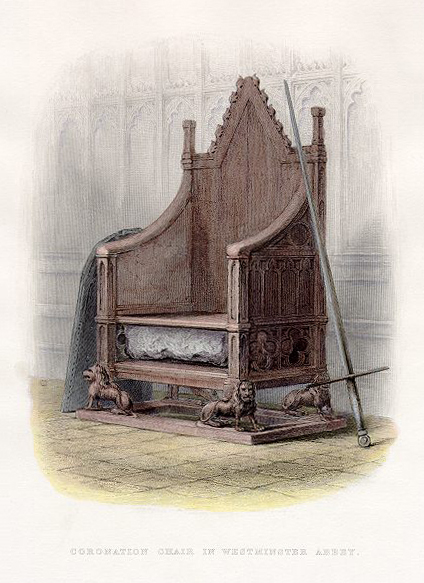
Камінь Скоуна в коронаційному кріслі у Вестмінстерському абатстві, 1859 рік

Крісло з високою спинкою в готичному стилі було вирізано з дуба між літом 1297 року та березнем 1300 року теслею Уолтером із Дарема. Спочатку король наказав зробити крісло з бронзи, але передумав і вирішив зробити його з дерева. Крісло є найстарішим датованим предметом англійських меблів, виготовленим відомим художником. З 14  століття всі короновані англійські та британські монархи сиділи в цьому кріслі в момент коронації, за винятком королеви Марії II, яка була коронована на копії крісла. Монархи сиділи на самому камені Скону, поки в 17 столітті не було додано дерев'яну платформу століття.
Позолочені леви, додані в 16 столітті формують ніжки до крісла; всі вони були замінені в 1727 році. На коронацію Георга IV у 1821 році одному з чотирьох левів зробили нову голову. Крісло спочатку було позолочене, розписане та інкрустоване скляною мозаїкою, сліди якої видно при огляді крісла, особливо на спинці, де збереглися обриси листя, птахів та тварин. На спині також було намальоване втрачене зображення короля, можливо, Едуарда Сповідника або Едуарда I, ноги якого спираються на лева. Сьогодні його зовнішній вигляд — зістарена та ламка деревина.
У 18-му столітті туристи могли сісти на крісло за невелику плату одному з воротарів. Перші туристи та хористи абатства вирізьбили свої ініціали та інші графіті на кріслі, а кутові стійки були серйозно пошкоджені мисливцями за сувенірами. Сер Гілберт Скотт, неоготичний архітектор і антиквар, описав крісло як «розкішну прикрасу, але, на жаль, понівечену».
О 17:40 11 червня 1914 року крісло стало об'єктом бомбового нападу, який, як вважають, організували суфражистки. Вибухом відламався кут крісла. Попри те, що вибух був достатньо сильним, щоб потрясти стіни абатства, і достатньо гучним, щоб його почули зсередини Будинку парламенту, ніхто з 70 людей, які перебували в абатстві на той момент, не постраждав, а Коронаційне крісло було відреставровано.
За вісім століть свого існування крісло лише двічі вивозили з Вестмінстерського абатства. Перший раз це було на церемонії у Вестмінстер-Холі, коли Олівера Кромвеля було введено в посаду лорда-протектора Співдружності Англії Другий — під час Другої світової війни, коли через занепокоєння ризиком його пошкодження або знищення німецькими повітряними нальотами було прийнято рішення перевезти його з Лондона. 24 серпня 1939 року Камінь Скоуна був перенесений, а крісло занурили на вантажівку, і разом з двома детективами, які супроводжували водія, доставили до Глостерського собору, де декан і архітектор собору розписалися про його отримання. Наступного дня прибуло п'ять теслярів, щоб скласти дах склепінчастої ніші у крипті собору з дерев'яними опорами. Коли вони закінчили свою роботу, крісло відсунули до ніші. Для кращої захищеності на крісло розмістили зображення Роберта Куртоза з мореного дуба собору XIII століття. Потім для герметизації заглиблення використали мішки з піском. Крісло залишилося там на всю війну. Тим часом крісло, яке використовувалося для коронації Марії II, перенесли з Вестмінстерського абатства до Вінчестерського собору для зберігання.
На Різдво 1950 року шотландські націоналісти увірвалися в абатство і винесли камінь Скоуна. Його знайшли вчасно до коронації королеви Єлизавети II у 1953 році. У 1996 році камінь повернули до Шотландії, де він зберігається в Единбурзькому замку з умовою, що його повернуть до Англії для використання під час коронацій.
Коронаційне крісло дуже захищено і залишає своє безпечне місце — на постаменті в каплиці Святого Георгія в нефі — лише тоді, коли його переносять до театру коронації біля Головного вівтаря абатства. У період з 2010 по 2012 рік крісло очистила та відреставрувала група експертів на очах у публіки в абатстві.

## Інші крісла, які використовувалися для коронації

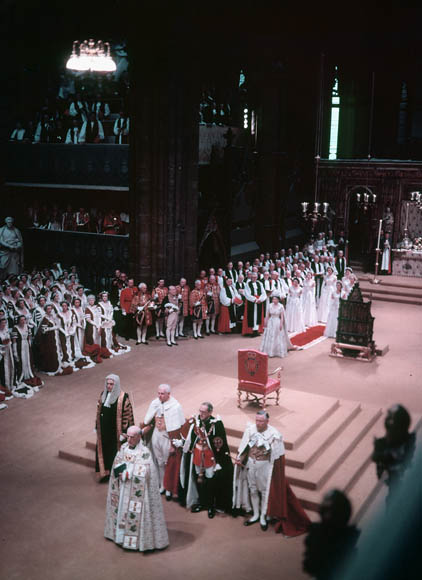
Коронаційне крісло (у центрі праворуч) і трон (унизу в центрі) під час коронації Єлизавети II у 1953 році.

Інші крісла також використовуються під час церемонії коронації. Крісла маєтку для суверена та дружини розміщені на південній стороні святилища, і вони використовуються під час першої частини літургії, перед помазанням суверена та його коронуванням короною святого Едуарда. Потім, під час частини служби, яка називається інтронізацією, і для вшанування, яке слідує за нею, монарх садиться не на коронаційне крісло, а на трон на помості в середині трансепта. У випадках, коли дружина короля — королева-консорт — коронується, їй дають подібний трон, щоб вона могла сидіти поруч із королем, але на нижчому рівні.
На відміну від коронаційного крісла, ці інші крісла та трони, як правило, робляться новими для кожної коронації. Пізніше їх часто розміщували в тронних залах королівських палаців. Крісло коронації 1953 року можна знайти в тронному залі Букінгемського палацу разом із кріслом Георга VI та його дружини королеви Єлизавети. Престол 1953 року зберігається в тронній залі Підв'язки Віндзорського замку. Трони короля Едуарда VII й королеви Олександри знаходяться в бальній залі Букінгемського палацу. Фотографії Георга V та королеви Марії можна побачити в Тронному залі палацу Холірудхаус в Единбурзі.

## Зноски
1. ↑  Technically, the Coronation Chair is not a throne.[1]